# Čistěves
Čistěves (en allemand : Cistowes) est une commune du district de Hradec Králové, dans la région de Hradec Králové, en République tchèque. Sa population s'élevait à 187 habitants en 2022.

## Géographie
Čistěves se trouve à 3 km à l'est-sud-est de Sadová, à 11 km au nord-ouest de Hradec Králové et à 96 km à l'est-nord-est de Prague.
La commune est limitée par Sovětice et Benátky au nord, par Máslojedy à l'est, par Všestary au sud, et par Dohalice et Sadová à l'ouest.

## Histoire
La première mention écrite de la localité date de 1225. Le 3 juillet 1866, les troupes prussiennes et autrichiennes s'affrontèrent à proximité du village pendant la guerre austro-prussienne.

## Galerie

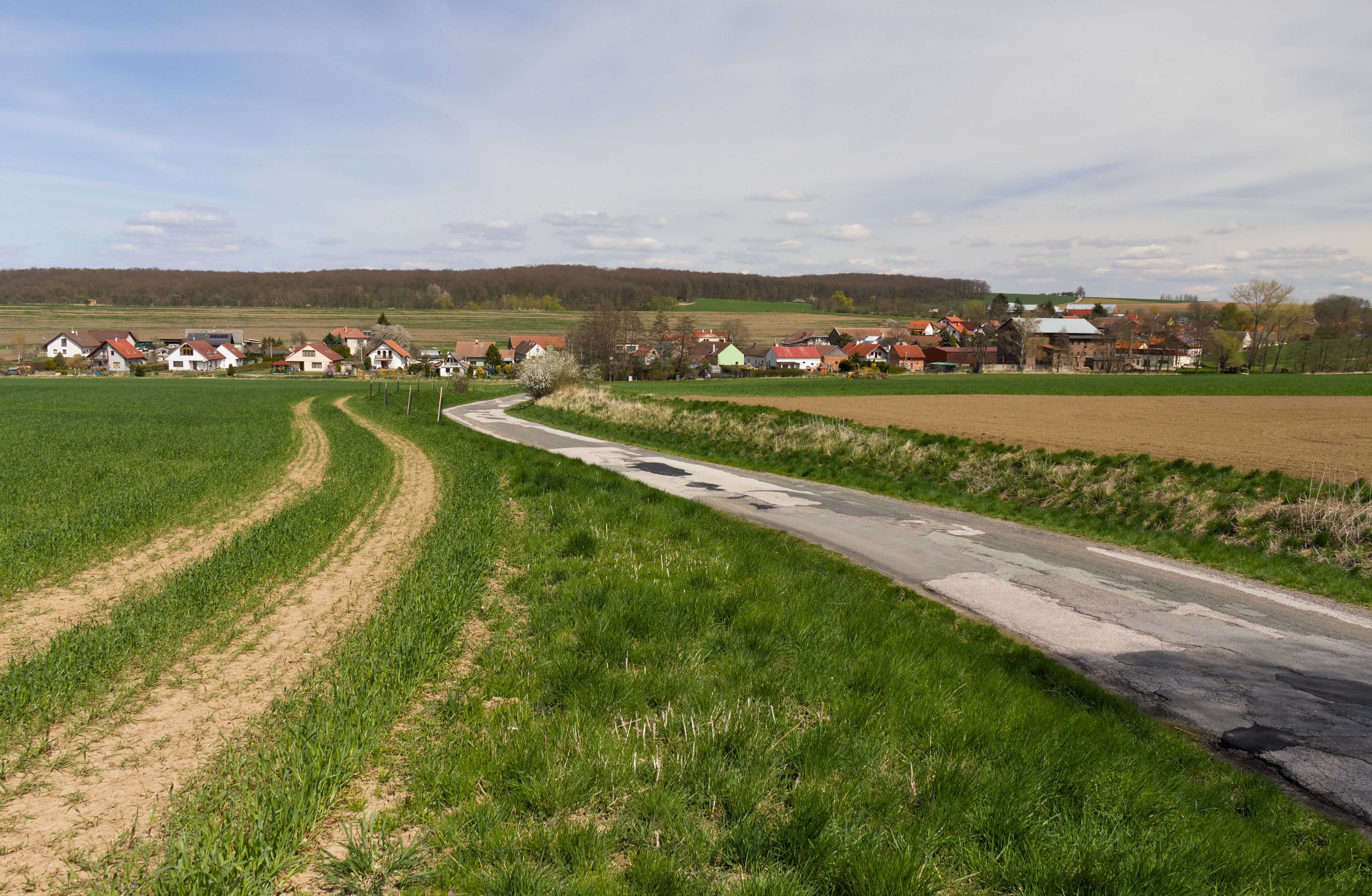
Čistěves : vue générale.
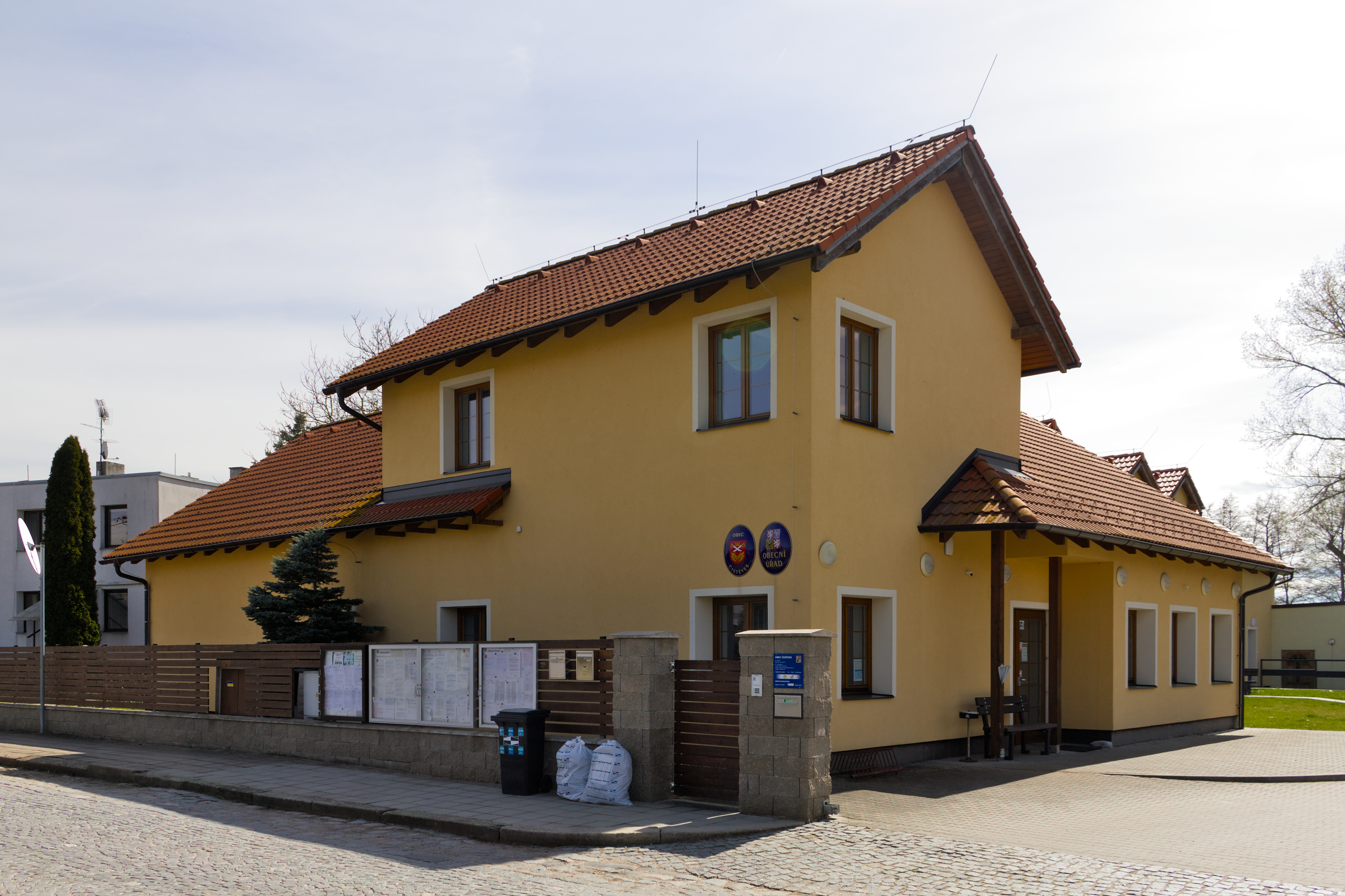
Čistěves : la mairie.

## Transports
Par la route, Čistěves trouve à 14 km de Hradec Králové et à 123 km de Prague. 